# Pharaphodius bodiliformis
Pharaphodius bodiliformis är en skalbaggsart som beskrevs av Vladimir Balthasar 1970. Pharaphodius bodiliformis ingår i släktet Pharaphodius och familjen Aphodiidae. Inga underarter finns listade i Catalogue of Life.